# Моритеру Уешиба
Моритеру Уешиба (植芝守央) е третият и настоящ айкидистки дошу. Той е роден на 2 април 1951 г. в Токио и приема титлата дошу след смъртта на баща си Кишомару Уешиба на 4 януари 1999 г.